# George H. Dunn
George Hedford Dunn (* 15. November 1794 in New York City, New York; † 12. Januar 1854 in Lawrenceburg, Indiana) war ein US-amerikanischer Politiker. Zwischen 1837 und 1839 vertrat er den Bundesstaat Indiana im US-Repräsentantenhaus.

## Werdegang
Im Jahr 1817 kam George Dunn nach Lawrenceburg in Indiana. Nach einem anschließenden Jurastudium und der im Jahr 1822 erfolgten Zulassung als Rechtsanwalt begann er in seiner neuen Heimatstadt in diesem Beruf zu arbeiten. Außerdem schlug er eine politische Laufbahn ein. Zwischen 1828 und 1833 wurde er dreimal in das Repräsentantenhaus von Indiana gewählt. Er setzte sich für den Bau einer Eisenbahn in Indiana ein und war später bis zu seinem Tod Präsident der Cincinnati & Indianapolis Railroad Co.
Dunn wurde Mitglied der 1835 gegründeten Whig Party. Bereits im Jahr 1834 kandidierte er erfolglos für den Kongress. Bei den Kongresswahlen des Jahres 1836 wurde er dann im vierten Wahlbezirk von Indiana in das US-Repräsentantenhaus in Washington, D.C. gewählt, wo er am 4. März 1837 die Nachfolge von Amos Lane antrat. Da er im Jahr 1838 dem Demokraten Thomas Smith unterlag, konnte er bis zum 3. März 1839 nur eine Legislaturperiode im Kongress absolvieren.
Nach seinem Ausscheiden aus dem US-Repräsentantenhaus praktizierte George Dunn wieder als Anwalt. Zwischen 1841 und 1844 war er Finanzminister des Staates Indiana. Anschließend fungierte er als Richter im Dearborn County. Er starb am 12. Januar 1854 in Lawrenceburg.